# Peter Jannetta
Peter Joseph Jannetta (* 5. April 1932 in Philadelphia, Pennsylvania; † 11. April 2016 in Pittsburgh, Pennsylvania) war ein US-amerikanischer Neurochirurg. Er war ein Pionier mikrochirurgischer Operationen der Hirnnerven. Die auch als Jannetta-Operation bezeichnete Mikrovaskuläre Dekompression wird bei verschiedenen neurovaskulären Kompressionssyndromen, insbesondere der Trigeminusneuralgie, angewendet.

## Leben
Jannetta erwarb 1953 einen Bachelor-Abschluss in Zoologie an der University of Pennsylvania. Anschließend studierte er dort bis 1957 Medizin. Es folgten Weiterbildungsabschnitte für Allgemeinchirurgie in Philadelphia und an der University of California, Los Angeles  für Neurochirurgie. Er leitete als Associate Professor die Abteilung für Neurochirurgie des Louisiana State University Medical Center in New Orleans. Von 1971 bis 1997 hatte er den Lehrstuhl für Neurochirurgie an der University of Pittsburgh inne. Von 1995 bis 1996 war er zudem Gesundheitsminister von Pennsylvania. Nach Ende seiner Universitätskarriere war er am Allegheny General Hospital in Pittsburgh tätig.
Bei der Vorbereitung von Hirnnerven-Präparaten für eine Lehrveranstaltung fiel Jannetta auf, dass kleine Blutgefäße Hirnnerven lokal komprimieren können, was zu Störungen der Erregungsausbreitung im Nerven führen kann. 1966 führte Jannetta die erste mikrovaskuläre Dekompression am Nervus facialis bei einem an Spasmus hemifacialis leidenden Patienten durch. Im selben Jahr wurde das Verfahren zusammen mit Robert W. Rand bei einem Patienten mit Trigeminusneuralgie erfolgreich angewendet, womit diese äußerst schmerzhafte Erkrankung bei vielen Patienten ursächlich behandelt werden konnte. Das für die Eingriffe notwendige Operationsmikroskop war in den 1950er Jahren durch Theodore Kurze und Robert Rand in die Neurochirurgie eingeführt worden.
1983 wurde er mit dem Olivecrona-Preis ausgezeichnet, im Jahr 2000 erhielt er die Fedor-Krause-Medaille der Deutschen Gesellschaft für Neurochirurgie, 2002 den Dr. Fritz Erler-Wissenschaftspreis und 2006 den Zülch-Preis der Max-Planck-Gesellschaft.
Jannetta war in erster Ehe mit Ann Bowman, in zweiter Ehe mit Diana Rose verheiratet. Aus der ersten Ehe gingen sechs Kinder hervor. Jannetta starb an den Folgen eines Sturzes.

## Veröffentlichungen (Auswahl)
- P. J. Jannetta: Arterial compression of the trigeminal nerve at the pons in patients with trigeminal neuralgia. In: Journal of Neurosurgery. 26, 1967, S. Suppl:159–Suppl:162, PMID 6018932, doi:10.3171/jns.1967.26.1part2.0159.
- P. J. Jannetta, E. Hackett, J. R. Ruby: Electromyographic and electron microscopic correlates in hemifacial spasm treated by microsurgical relief of neurovascular compression. In: Surgical Forum. 21, 1970, S. 449–451, PMID 5514794.
- P. J. Jannetta: Neurovascular compression in cranial nerve and systemic disease. In: Annals of Surgery. 192, 1980, S. 518–525, PMID 6968543 PMC 1346998 (freier Volltext), doi:10.1097/00000658-198010000-00010.
- P. J. Jannetta: Microsurgical management of trigeminal neuralgia. In: Archives of Neurology 42, 1985, S. 800–800, PMID 4026617, doi:10.1001/archneur.1985.04210090068018.